# Taxila eutychus
Taxila eutychus är en fjärilsart som beskrevs av Hans Fruhstorfer 1912. Taxila eutychus ingår i släktet Taxila och familjen Riodinidae. Inga underarter finns listade i Catalogue of Life.